# Krebsov cikel
Cikel citronske kisline (poznan tudi pod imenom cikel trikarboksilnih kislin ali Krebsov cikel - imenovan po Hansu Aldolfu Krebsu, ki je prvi prepoznal cikel) je zaporedje več kemijskih reakcij, ki potekajo v živih celicah, pri tem pa uporabljajo kisik kot del celičnega metabolizma. V aerobnih organizmih je cikel citronske kisline del metabolne poti, ki je vključena v kemijske spremembe ogljikovih hidratov, maščob in beljakovin v ogljikov dioksid in vodo, nastane pa tudi energija.
Krebsov cikel je drugi od treh metabolnih poti, ki so vključene v katabolizem energijske molekule in nastanek ATP. Druga dva procesa sta glikoliza in oksidativna fosforilacija. Reakcije Krebsovega cikla potekajo pri evkariontih v mitohondrijskem matriksu, pri prokariontih pa v citoplazmi.
Cikel citronske kisline omogoča tudi nastanek prekurzorjev za številne spojine, kot so aminokisline, in nekatere od teh reakcij so zelo pomembne v celicah, kjer se dogaja fermentacija.

## Pregled reakcij
Celokupna reakcija Krebsovega cikla:
Acetil-CoA + 3 NAD+ + FAD + GDP + Pi + 2 H2O + 1 CoA-SH → 2 CoA-SH + 3 NADH + 3 H+ + FADH2 + GTP + 2 CO2 + 1 H2O

Dva ogljika se oksidirata do CO2. Energija, ki se pri teh reakcijah sprosti, se shrani v obliki GTP, NADH in FADH2. NADH in FADH2 sta koencima v reakcijah oksidativne fosforilacije.
| Korak | Substrat       | Substrat | Encim                        | Encim | Tip reakcije                 | Reaktanti/ Koencimi | Produkti/ Koencimi | Opombe       |
| ----- | -------------- | -------- | ---------------------------- | ----- | ---------------------------- | ------------------- | ------------------ | ------------ |
| 1     | oksaloacetat   |          | citrat-sintaza               |       | kondenzacija                 | Acetil-CoA          | CoA-SH             |              |
| 2     | citrat         |          | akonitaza                    |       | dehidracija                  |                     | H2O                |              |
| 3     | cis-akonitat   |          | akonitaza                    |       | hidracija                    | H2O                 |                    |              |
| 4     | izocitrat      |          | izocitrat-dehidrogenaza      |       | oksidacija                   | NAD+                | NADH + H+          |              |
| 5     | oksalosukcinat |          | izocitrat-dehidrogenaza      |       | dekarboksilacija             | H+                  | CO2                |              |
| 6     | α-ketoglutarat |          | α-ketoglutarat-dehidrogenaza |       | oksidativna dekarboksilacija | NAD+ + CoA-SH       | NADH + H+ + CO2    |              |
| 7     | sukcinil-CoA   |          | sukcinil-CoA-sintetaza       |       | hidroliza                    | GDP + Pi            | GTP + CoA-SH       | ali ADP->ATP |
| 8     | sukcinat       |          | sukcinat-dehidrogenaza       |       | oksidacija                   | FAD                 | FADH2              |              |
| 9     | fumarat        |          | fumaraza                     |       | adicija (H2O)                | H2O                 |                    |              |
| 10    | L-malat        |          | malat-dehidrogenaza          |       | oksidacija                   | NAD+                | NADH + H+          |              |